# This Is America (canción)
«This Is America» (literalmente: «Esto es Estados Unidos») es una canción del rapero estadounidense Childish Gambino, el alterego musical de Donald Glover, escrita y producida por Glover, Ludwig Göransson y Young Thug. Fue lanzada el 5 de mayo de 2018 en el programa de televisión estadounidense Saturday Night Live.
La canción contiene voces de apoyo de los raperos Young Thug, Slim Jxmmi (del dúo musical Rae Sremmurd), BlocBoy JB, 21 Savage y Quavo (del grupo de rap Migos). El vídeo musical fue dirigido por el realizador Hiro Murai. De acuerdo con RCA Records, la canción no es el principal sencillo del próximo álbum de estudio del artista.

## Composición
La canción contiene un coro góspel y contribuciones de vocal de apoyo de varios artistas Young Thug, Slim Jxmmi, BlocBoy JB, 21 Savage y Quavo, cada uno entregando un ad libitum. Young Thug regresa para suministrar la conclusión de la canción. La letra trata principalmente de ser negro en los Estados Unidos y de la violencia con armas de fuego en el país. También se refiere a la brutalidad policial. Stephen Kearse, de Pitchfork, describió la canción como una representación de la «cuerda floja del ser negro», con la canción »construida sobre el agudo contraste entre melodías alegres, sincréticas y cadencias del trap amenazantes».

## Vídeo musical

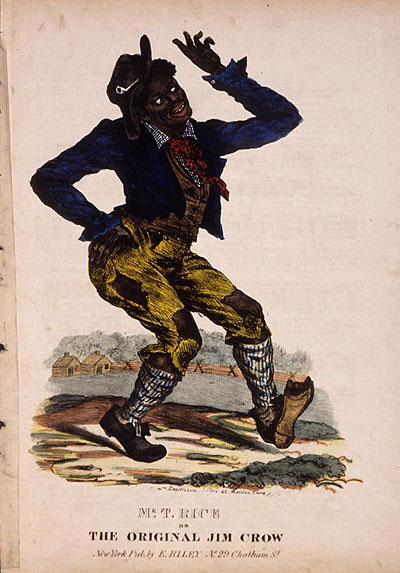
En el vídeo, Gambino hace gestos como Jim Crow.

Dirigida por Hiro Murai, el vídeo musical fue lanzado durante la interpretación de la canción en el programa de televisión Saturday Night Live. El vídeo sigue a Gambino bailando a través de un almacén, interactuando con una serie de escenas caóticas. Con la coreografía de Sherrie Silver, Gambino y su séquito de bailarines jóvenes realizan varios movimientos virales de baile, incluyendo el sudafricano gwara gwara y el shoot, popularizado por BlocBoy JB, quien es uno de los contribuidores de la canción.
El vídeo comienza con un estribillo alegre y pacífico al son de una guitarra, mientras Gambino baila con gestos grotescos que podrían ser hasta graciosos, si no fuera porque ya llevan una carga perturbadora. El primer choque llega cuando Gambino toma una pistola y le dispara en la cabeza al hombre que toca la guitarra. En esa escena también llama la atención el contraste entre la forma cuidadosa en la que Gambino le entrega el arma a un niño y la manera en que al hombre lo retiran arrastrado. Esto se ha interpretado como una crítica a la forma en la que en Estados Unidos se le da más importancia a las armas que a las víctimas de ellas. Ahí la tonada alegre de golpe se torna en un beat monótono que marca el aire sombrío de la canción. En adelante, Gambino hace todo tipo de movimientos erráticos, que son imitados por un grupo de niños que bailan junto a él. Detrás de ellos, sin embargo, la escena se ha vuelto un caos, con persecuciones, robos, peleas, suicidios e incendios (según la audiencia, esto representa en como en Estados Unidos se popularizan tendencias absurdas que nos ocultan de la oscura realidad). También en el minuto 1:29, se ve en el fondo dos gallinas (una de color y una blanca) lo cual según la audiencia, se refiere a cómo los animales son más amigables con otros que las mismas personas). 
El siguiente golpe fuerte del vídeo es la escena del coro góspel que canta alegremente. Gambino entra en escena bailando alegremente, sin embargo, tan solo unos segundos cambia su cara y con un rifle AK-47 los mata a todos. A esta escena se le ha comparado con la masacre de la iglesia de Charleston, en Carolina del Sur, en 2015, en la que un supremacista blanco asesinó a nueve feligreses en una iglesia que es símbolo de la lucha por los derechos civiles en Estados Unidos. El uso de los teléfonos móviles en el vídeo también llamó la atención, pues los niños que miran sus teléfonos se ha interpretado como un distractor que los aleja de la realidad. Otra interpretación de esta secuencia surge de uno de los versos en los que Gambino canta «this is a celly, that's a tool» («esto es un celular, eso es una herramienta»), también puede ser una manera de mostrar el poder de los teléfonos móviles para que cualquier persona pueda grabar y denunciar abusos de la policía. Pero mientras estamos distraídos con el baile, detrás pasa un jinete vestido de negro sobre un caballo blanco. En la secuencia final del vídeo vemos a Gambino huyendo despavorido, lo cual podría simbolizar la persecución que han sufrido las personas de raza negra durante siglos en Estados Unidos. En julio de 2018, este vídeo fue nominado a siete premios MTV Video Music.
En 2020, poco después de la muerte de George Floyd y la repercusión que tuvo, el vídeo musical tuvo otro impacto.

## Recepción
En general, la canción tuvo una amplia recepción de la crítica musical. La canción «This is America» es un reinicio, en la obra utiliza la recepción ambivalente del arte negro para representar la problemática de ser negro en Estados Unidos, que se basa en el contraste melódico y en el sincretismo fugaz. La música muestra a Childish Gambino de modo confiado y cortante. Las voces de fondo embellecen ambos ambientes de la canción, evocando gritos en éxtasis y murmuraciones angelicales, apoyados por 21 Savage, Young Thug, BlocBoy JB, Quavo y Slim Jxmmi. La ambivalencia presente en la música y en el vídeo musical delinea la situación negra en Estados Unidos.
Israel Daramola, de la revista Spin, afirma que «This is America» sirve para recordar cuánto la muerte de personas negras —ya sea por la captura en cámaras o en vídeos de celulares— se vuelve viral en nuestra cultura hasta el punto de cercenar la sensibilidad, que se ha convertido en una de las más antiguas del mundo. En un momento, hace alusión al tiroteo en la iglesia de Sutherland Springs en 2017, mientras habla sobre el rap y la ostentación relacionada. La yuxtaposición refleja su argumento contra el tratamiento de la muerte de negros como insensible e inconsecuente, haciendo así una descripción insensible e inconsecuente que se ha convertido en una de las más antiguas de la historia de la música de la época. que no es necesario acompañar el vídeo musical para tangir la rabia de Gambino sobre las jerarquías, las ideologías y las instituciones responsables del molde del contexto trabajado para las masas. El hiphop existía como una expresión trascendente de la cultura afroestadounidense, pero que se ha convertido en popular, a cada momento en que se muestran las armas, el golpe cambia. La redención del escenario es más sombría de lo normal; los improvisos de los raperos simbolizan la modorra vida de moradores de calle, tenidos corrientemente como no importantes como el resto.

## Créditos
Los créditos están adaptados de la plataforma de streaming Tidal.
- Donald Glover - producción, composición
- Ludwig Göransson - producción, composición, ingeniería de grabación
- Young Thug - voz de fondo
- Slim Jxmmi - voces de fondo
- Quavo - voz de fondo
- 21 Savage - voces de fondo
- BlocBoy JB - voces de fondo
- Riley Mackin - ingeniería de grabación
- Alex Tumay - ingeniería de grabación
- Derek «Mixedby» Ali - ingeniería de mezcla
- Mike Bozzi - ingeniería de masterización

## Posicionamiento en listas
| Lista (2018)                           | Mejor posición |
| -------------------------------------- | -------------- |
| Estados Unidos Billboard Hot 100       | 1              |
| España Los40 España                    | 38             |
| Australia ARIA singles Chart           | 12             |
| Reino Unido U.K. Oficial Singles Chart | 33             |
| Canadá Billboard Canadian Hot 100      | 1              |
| Japón Billboard Japan Hot 100          | 73             |
| Argentina Monitor Latino               | - -            |
| República Checa Rádio Top 100          | 88             |
| Eslovaquia Rádio Top 100 Eslovaquia    | 100            |
| Eslovenia SloTop                       | 100            |
| Dinamarca Tracklist                    | 48             |
| Alemania Germany Songs                 | 73             |
| Nueva Zelanda Heatseekers Songs        | 8              |
| Uruguay Top 100!                       | - -            |
| Marruecos 100قائمة                     | - -            |

## Certificaciones
| País   | Organismo certificador | Certificación | Ventas certificadas |
| ------ | ---------------------- | ------------- | ------------------- |
| México | AMPROFON               | Platino       | 60 000              |